# Moldavie (région de Roumanie)
Pour les articles homonymes, voir Moldavie (homonymie).
En Roumanie, du point de vue géographique, la Moldavie (en roumain : Moldova) ou Moldavie occidentale (en roumain : Moldova Occidentală) est une région traditionnelle de 35 806 km2 soit la partie occidentale de la région historique de 86 783 km2 issue de l’ancienne principauté de Moldavie. En Roumanie, cette région traditionnelle est limitée :
- à l'ouest par les Carpates qui la séparent de la Transylvanie ;
- au nord par une frontière terrestre avec l’Ukraine établie en juillet 1940 à travers la Bucovine et l'arrondissement de Herța ;
- à l'est par la rivière Prut qui, depuis le traité de Bucarest de 1812, la sépare de la Moldavie orientale, aujourd’hui la république de Moldavie, État indépendant ;
- au sud par les rivières Siret et Milcov qui la séparent de la Valachie.

Elle est peuplée par 4 700 000 habitants, Moldaves d’origine locale à 98 %. Ainsi, 56 % des Moldaves vivent sur 46 % du territoire de l’ancienne Moldavie, en Roumanie, tandis que 44 % d'entre eux vivent sur 54 % du territoire de l’ancienne Moldavie, en république de Moldavie et en Ukraine où ils sont mélangés aux descendants des colons en majorité slaves. La république de Moldavie voisine possède 29 680 km2 soit 36 % de l’ancienne Principauté avec 4 325 000 habitants, d’origine locale à 69 % soit 3 288 000 personnes. Enfin l’Ukraine possède 21 297 km2 soit 18 % de l’ancienne Principauté avec 372 000 moldaves soit 11 % de la population des régions de Bucovine septentrionale et de Bessarabie du sud et 0,8 % de la population de l’Ukraine.
La Moldavie occidentale roumaine (correspondant à huit județe et incluant la Bucovine du sud soit 6 126 km2) est une appellation courante qui n'a pas actuellement de statut administratif et ne doit pas être confondue avec la région de développement Nord-Est de la Roumanie, qui n’occupe que six județe (les deux les plus méridionaux faisant partie de la région de développement Sud-Est) : voir l’article sur les subdivisions de la Roumanie.

## Diverses appellations pour une même région

La Moldavie roumaine (nord-est, en vert foncé) avec la Bucovine (en bleu).
Limites des județe en gris fin.

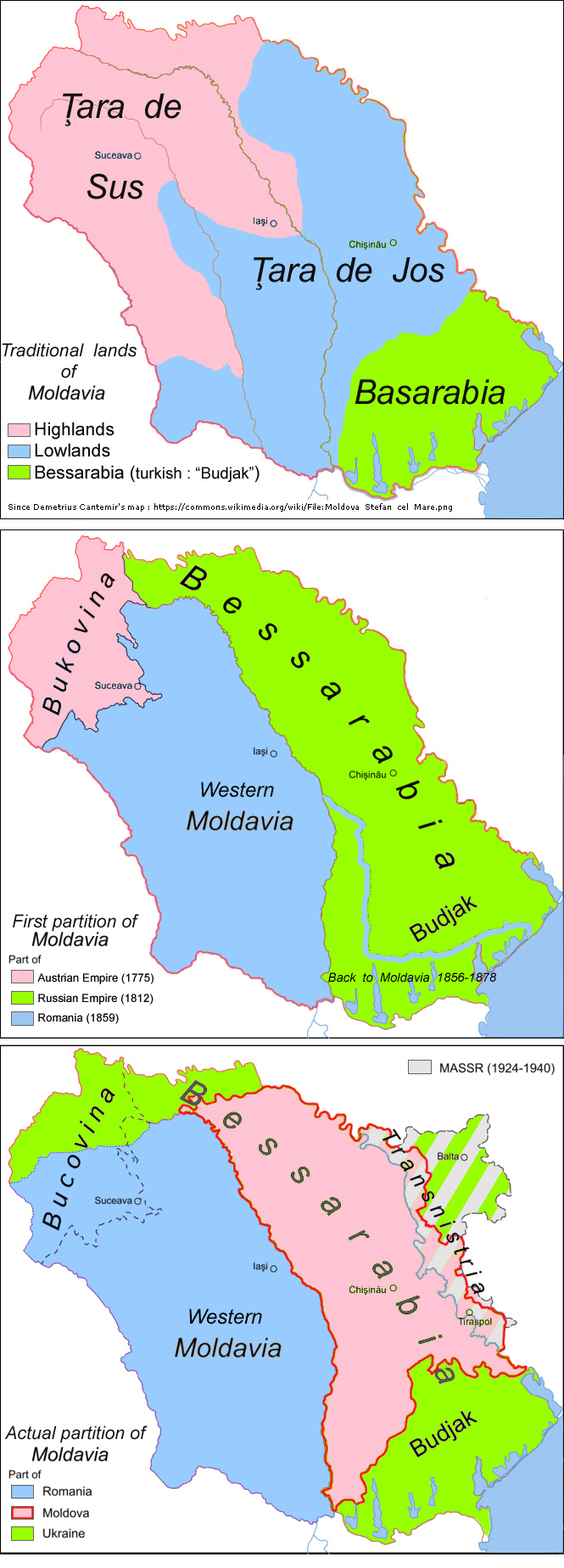
Initialement divisée en « Haut-pays », « Bas-pays » et « Bessarabie » (originelle), la Moldavie a été partagée en Bucovine autrichienne (1775), Bessarabie russe (1812) et Moldavie occidentale (unie à la Valachie pour former la Roumanie en 1859).

Le pays moldave ayant été habité dans l’Antiquité par les Daces, les protochronistes affirment que son nom dériverait des mots daces molta (beaucoup) ou molo (boue) et dava (cité). On a aussi avancé sans sources que l’origine du nom serait le mot molift ou molid désignant en roumain l'épicéa. Enfin, il existe une légende médiévale qui raconte que le voïvode Dragoș, fondateur de l’État moldave, aurait eu une chienne nommée Molda qui se serait noyée dans la rivière, désormais appelée Moldova, ainsi que le pays.
L'hypothèse sur laquelle s’accordent les historiens et les linguistes est que le nom de la principauté fondée par le prince Dragoș, venu du Maramureș voisin, nom qui désigne aussi la rivière Moldova, dérive de l’ancien germanique Mulda qui signifie « creux », « mine », ce qui est aussi le sens du nom roumain Baia, nom de la capitale de Dragoș. On sait que des mines y étaient exploitées par des maîtres extracteurs allemands, et l’on retrouve Mulda en Saxe et en Bohême. Les noms historiques du pays sont Moldova en roumain, Moldva en hongrois, Moldavie en français, Moldau en allemand et Moldavia dans plusieurs langues telles que l'anglais ou l'espagnol. Mais par le passé, la principauté a aussi été nommée Valachie orientale, Bogdano-Valachie et même Bogdanie d’après le nom du voïvode Bogdan. Une valachie désigne en ancien français (et dans les autres langues européennes : Walachei, Wallachia, Vlachföld, Valachia…) une principauté roumanophone ; la Valachie intérieure était la Transylvanie (intérieure au royaume hongrois) et l’Hongro-Valachie ou Valachie extérieure était l’actuelle Valachie (située au sud-est et à l’extérieur de la Hongrie), principauté elle-même divisée en Grande-Valachie (Munténie) et Petite-Valachie (Olténie). Le nom de Valaques désignait à l’étranger les populations à parler roman dans ces régions, jusqu’à ce qu’Émile Ollivier et Élisée Reclus fassent adopter en français le nom de Roumains, francisation de Rumâni ou Români, endonyme par lequel ces populations s'identifiaient. D’autres appellations de la même famille sont la Valachie morave (ancien district de bergers roumanophones dans l’est de l’actuelle République tchèque), et la Valachia meridionalis sive graeca (pays des Aroumains dans l’actuelle Macédoine).

## Divisions et sémantique

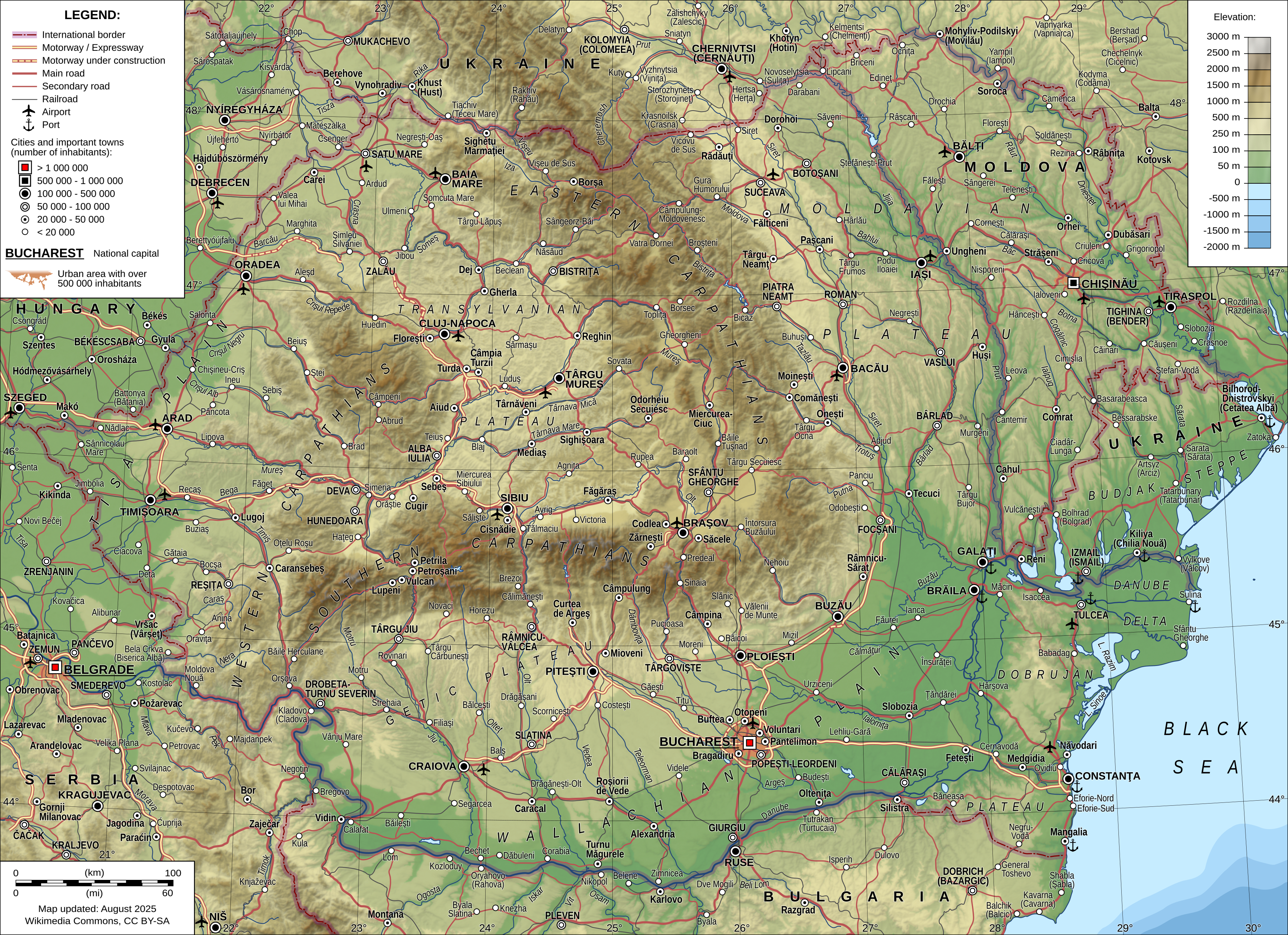
La « Moldavie roumaine », entre les Carpates orientales et la rivière Prut, est la partie occidentale de la Moldavie historique et du plateau moldave (podișul Moldovei au Nord-Est de la carte).

À partir du XVe siècle, la Principauté de Moldavie est divisée en Țara de Sus (« Haut-Pays »), comprenant la future Bucovine, et Țara de Jos (« Bas-Pays »). Les capitales du pays ont été successivement Baia et Siret au XIVe siècle, Suceava et Iași au XVIe siècle.
En 1484 les Turcs s’emparent des rivages danubiens et maritimes de la Moldavie, nommés Bessarabie depuis que les voïvodes Basarab de Valachie en avaient chassé les tatars (en 1328). Lorsqu’en 1812 la Russie annexe la moitié orientale de la Moldavie entre Prut et Dniestr, les gouverneurs russes utilisent ce nom de Bessarabie pour désigner l’ensemble du territoire annexé, aujourd’hui partagé entre l’Ukraine et la république de Moldavie. Depuis lors, dans les Principautés danubiennes et la Roumanie qui leur succède, le nom de « Moldavie » (Moldova en roumain) ne désigne progressivement plus que la moitié occidentale, dont il devient synonyme dans le langage courant (qui désigne les Moldaves originaires de la moitié orientale ex-russe et soviétique par le nom de « Bessarabiens »).